# حمله شیمیایی خان شیخون
در تاریخ ۴ آوریل سال ۲۰۱۷، شهر خان شیخون در استان ادلب، که تحت کنترل گروه تحریر الشام قرار داشت، هدف حمله و بمباران سنگین هوایی قرار گرفت که به دنبال این حمله، مسمومیت شیمیایی گسترده‌ای در بین غیرنظامیان به وقوع پیوست. انتشار گاز سمی، به احتمال زیاد سارین، منجر به تلفات گسترده در بین غیرنظامیان گردید. اداره بهداشت ادلب گزارش داد در این حمله ۵۸ تن کشته و بیش از ۳۰۰ تن زخمی شده‌اند. در صورت تأیید، این واقعه مرگبارترین حمله با استفاده از سلاح‌های شیمیایی پس از حملات غوطه در سال ۲۰۱۳ بوده‌است.پیش‌نویس قطعنامه‌ای دربارهٔ تحقیق بیشتر پیرامون حمله شیمیایی با رای وتوی روسیه به تصویب نرسید.

## حمله
این حمله هوایی در صبح روز ۴ آوریل ۲۰۱۷ رخ داد. شاهدان بوی عجیبی را گزارش کردند. ده دقیقه پیش از آن، حمله هوایی رخ داد. علایم مسمومیت دیده شد. گوردن داف، سردبیر وترنز تودی، این حمله را به عوامل وابسته به عربستان نسبت داد.

## حمله هوایی آمریکا به سوریه
ایالات متحده در واکنش به این حمله پایگاه هوایی شعیرات در استان حمص غرب سوریه را که حمله شیمیایی از آن پایگاه سازماندهی شده بود بمباران کرد. در این حمله از موشک‌های کروز توماهاک استفاده شد. نیروی دریایی آمریکا، این پایگاه را با ۵۹ فروند موشک کروز مورد هدف قرار داد.

## عامل
ایالات متحده آمریکا و متحدانش مسئول این حمله را دولت بشار اسد می‌دانند ولی خود دولت سوریه و ایران و روسیه عامل حمله را متحدین آمریکا می‌دانند
در گزارشی که کمیسیون تحقیق سازمان ملل متحد روز چهارشنبه (۶ سپتامبر / ۱۵ شهریور) در ژنو دربارهٔ وضعیت حقوق بشر در سوریه منتشر کرد، آمده‌است که نیروهای ارتش سوریه ضمن حملات هوایی خود در روز ۴ آوریل به شهر خان شیخون در استان ادلب واقع در شمال غربی سوریه از گاز سمی سارین استفاده کرده و بدین وسیله باعث مرگ بیش از ۸۰ نفر شده‌اند.